# Mixco Viejo
Mixco Viejo (Jilotepeque Viejo) egy egykori maja település romterülete. Guatemala területén, Guatemalavárostól közúton kb. 50 km-re északra található, Chimaltenango megye területén.

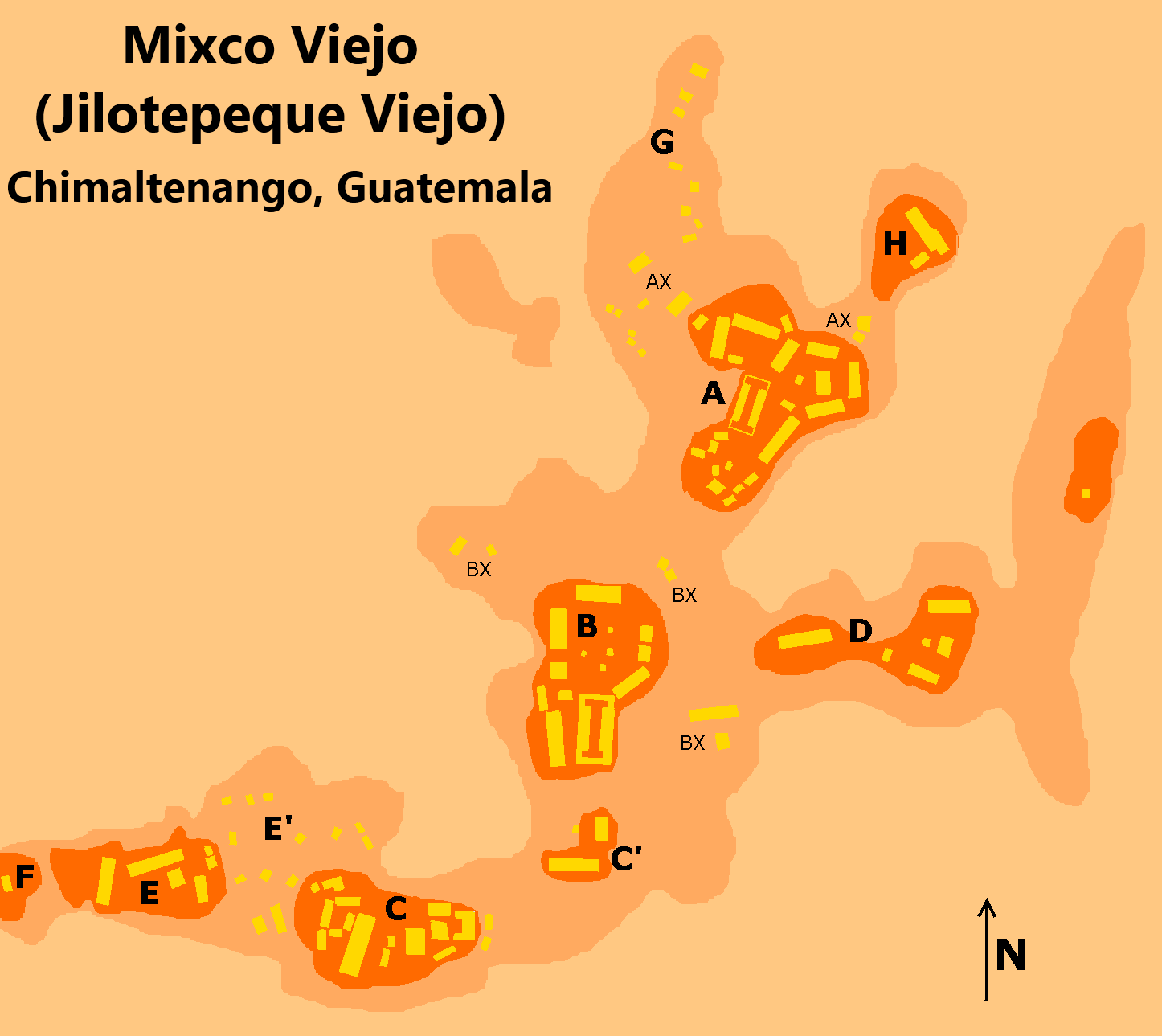
A romterület térképe

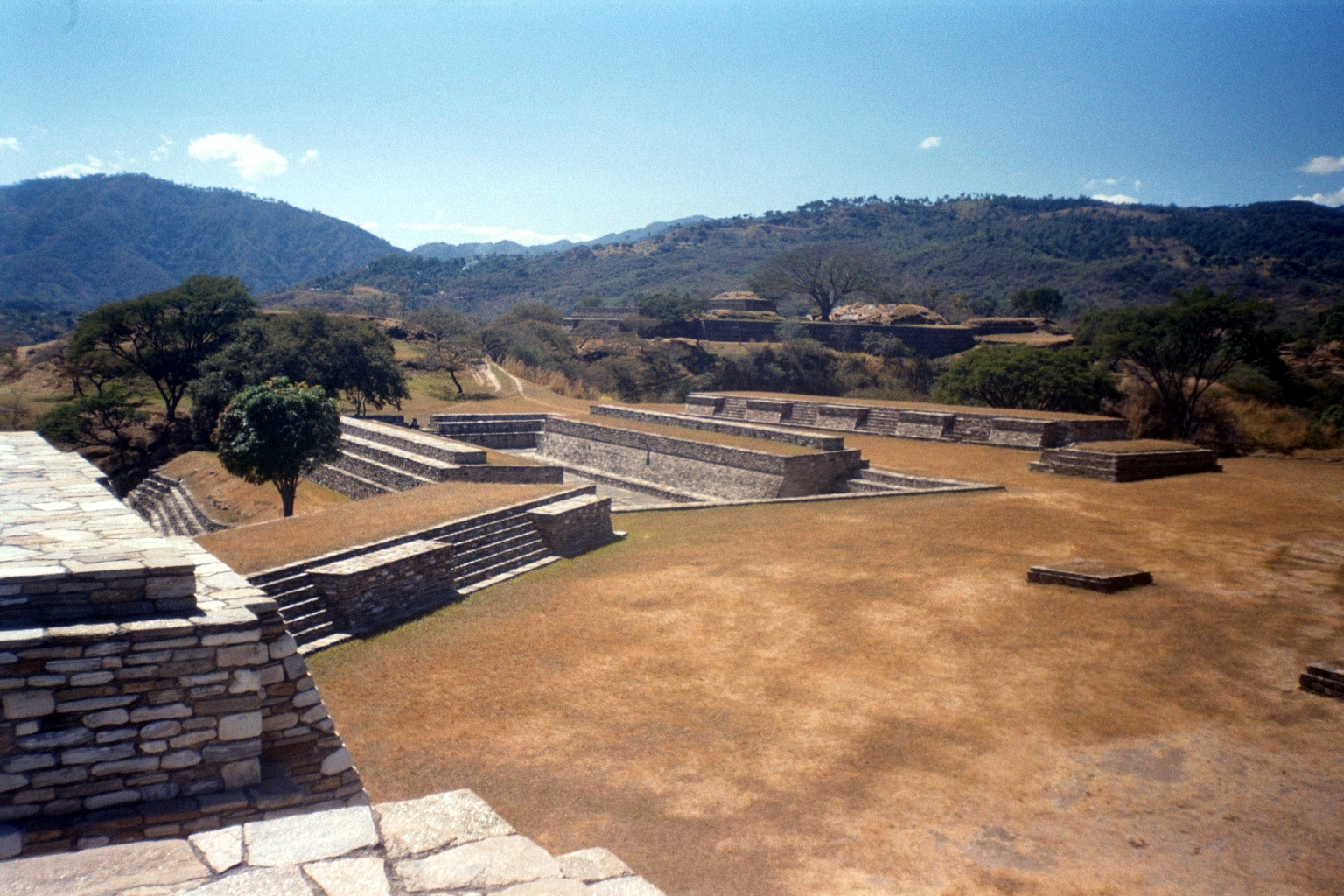
Mixco Viejo

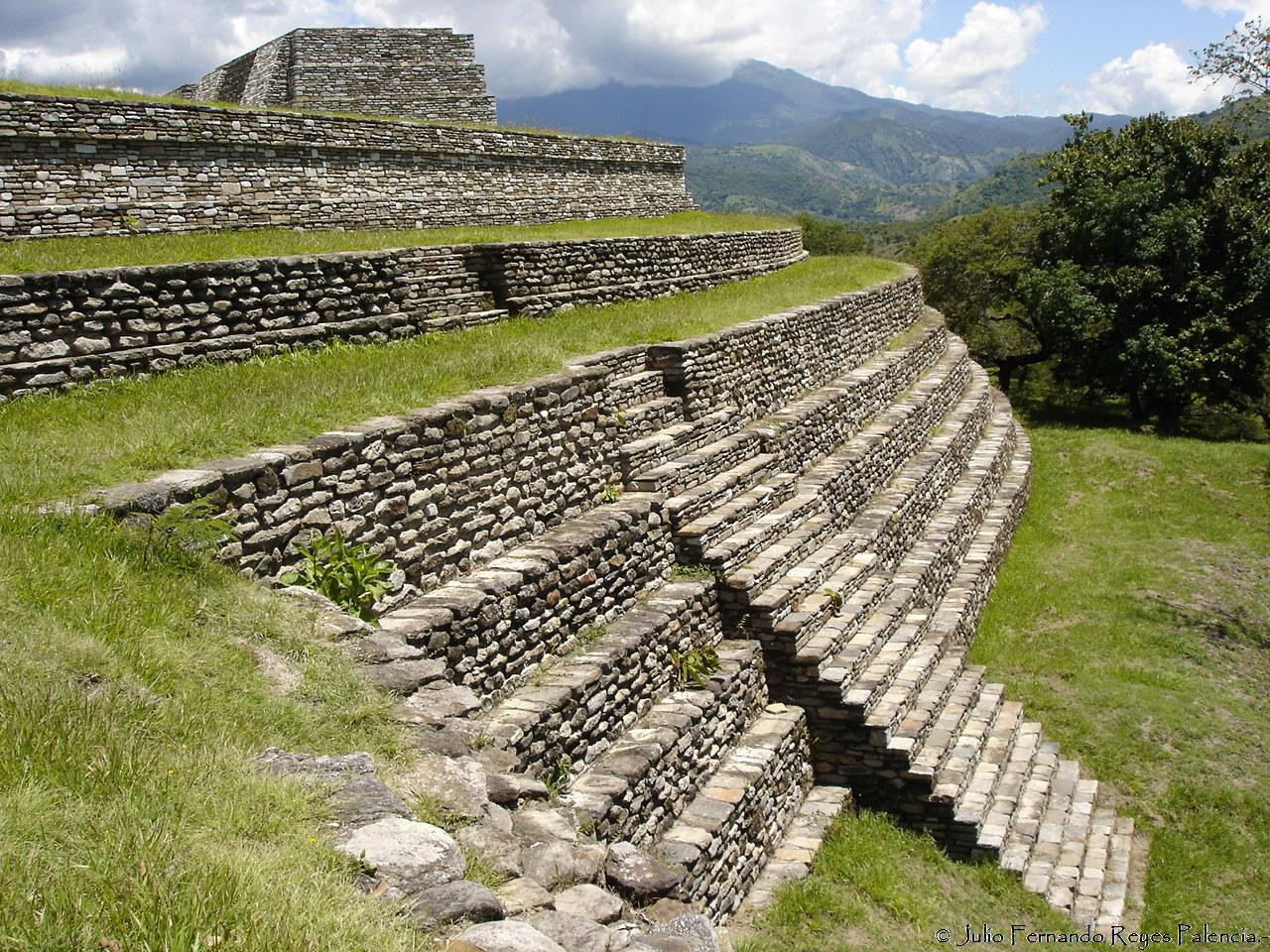
A "B" csoport külső fala

A posztklasszikus maja korban létesült és 1525 körül vált lakatlanná. A spanyol hódítók megérkezése előtt kb. 1500 lakosa letehetett.
Az ősi maja várost a Pixcayá és a Motagua folyók völgyei közé, egy minden oldalról meredek falakkal határolt magas, természetes eredetű teraszra építették. Később ezt a jól védhető helyet a chajomák vették birtokba és erőddé építették ki. A konkvisztádorok is csak úgy tudták bevenni, hogy tartósan körülzárták az erődítményt és az ivóvíz hiánya kényszerítette maguk megadására a védőket.
A romok 15 csoportban vannak felosztva, köztük templomokkal, palotákkal és labdajátékterekkel. A feltárás során a régészek sok értékes leletre bukkantak: obszidiánból készült nyíl- és dárdahegyek, emberi hamvakat tartalmazó urnák és szobrok kerültek elő.

## Megkülönböztetés
A Mixco Viejo (jelentése: Régi Mixco) elnevezés megtévesztő lehet, ugyanis két helyszínre alkalmazzák ezt a nevet:
- Mixco Viejo (Chinautla Viejo) A pocomán maja nép egykori fővárosa, a mai Mixco és Guatemalaváros közelében. A 16. század elején körülbelül 9-10 ezer ember élt itt. Ma kevéssé látogatott helyszín.
- Mixco Viejo (Jilotepeque Viejo) A chajoma nép (egy maja népcsoport) fővárosa, ebben a cikkben tárgyalt romterület, Guatemalavárostól 50 km-re.

## Fordítás
- Ez a szócikk részben vagy egészben  a   Mixco Viejo című angol Wikipédia-szócikk fordításán alapul.  Az eredeti cikk szerkesztőit annak laptörténete sorolja fel. Ez a jelzés csupán a megfogalmazás eredetét és a szerzői jogokat jelzi, nem szolgál a cikkben szereplő információk forrásmegjelöléseként.